# 彪龍屬
彪龍屬（屬名：Rhomaleosaurus，意思為「強壯的蜥蜴」）又名菱龍或拉瑪勞龍，生活於侏儸紀早期的托阿爾階，是蛇頸龍目彪龍類底下的一屬。是來自發現的。彪龍的化石是1848年在英國的約克郡和北安普敦郡的採石场发现，彪龍的身長約7公尺，是種巨大的肉食性海生爬行動物。

## 物種

### 克氏彪龍
克氏彪龍（Rhomaleosaurus cramptoni）是彪龍屬的模式種，該物種的化石由亞歷山大·卡特（Alexander Carte）和威廉·黑利爾·貝利（William Hellier Baily）於1863年發表並描述。其正模標本為NMING F8785。NMING F8785是在1848年的英國南部凱妮絲村約克郡海岸的一座礬採石場，是在那邊的工人發現的。發現彪龍的惠特比泥岩（Whitby Mudstone）大概是托阿爾階早期，大約是1億8300萬年前到1億8000萬年。
發現的是完整的身體化石，而且是當時最大的蛇頸龍類物種，有一位姓氏不明的人將此標本命名為Plesiosaurus macrocephalus。一開始是先將標本存放在在北約克郡惠特比附近的馬爾格雷夫城堡（Mulgrave Castle），侯爵為當時礬採石場的主人。在1853年，侯爵將標本贈送給他的好朋友菲利普·克蘭普頓爵士（Sir Philip Crampton）。同年菲利普·克蘭普頓爵士將它帶至愛爾蘭首都－都柏林，做為不列顛科學協會（British Association）放在桌子中央的擺飾展示。由愛爾蘭動物學會建立一個建築用於存放標本，就放在裡面的植物園（現今都柏林動物園）。儘管最初許多人對放置化石的帳篷狀建築物感到樂觀，但是之後發現，建築根本不足以保護標本免受自然因素的影響，因此在1861年，它被借出在都柏林皇家學會博物館展出，並擺放在1863年的展覽一樓，隔年又擺放於更靠近入口的位子。同年將此物種命名為「克氏蛇頸龍」（Plesiosaurus cramptoni）。都柏林皇家學會博物館後來與愛爾蘭國家博物館合併，後者於1877年花費200英鎊永久購買了該標本。1890年，化石再次將建築物移至博物館的「化石大廳」。 但1979年，大廳被拆除，標本與其他地質收藏品一起被轉移到愛爾蘭中部的倉庫。1992年，化石再次被愛爾蘭國立博物館（自然歷史）移至位在比格爾斯的處存倉庫。

### 相近彪龍
相近彪龍（Rhomaleosaurus propinquus）是彪龍屬的一種，該物種是在1854年由拉爾夫·泰特和約翰·弗雷德里克·布萊克命名成「相近蛇頸龍」（Plesiosaurus propinquus）並發表， 正模標本為WM 851.S。

### 桑頓彪龍

桑頓彪龍和人的大小比較圖

桑頓彪龍（Rhomaleosaurus thorntoni）是彪龍屬的一種，該物種是在1992年由查爾斯·威廉·安德魯斯（Charles William Andrews）命名並發表，而桑頓彪龍的種小名thorntoni是用來紀念亨利·傑拉德·桑頓（Henry Gerard Thornton）。此物種的正模標本為BMNH R4853。

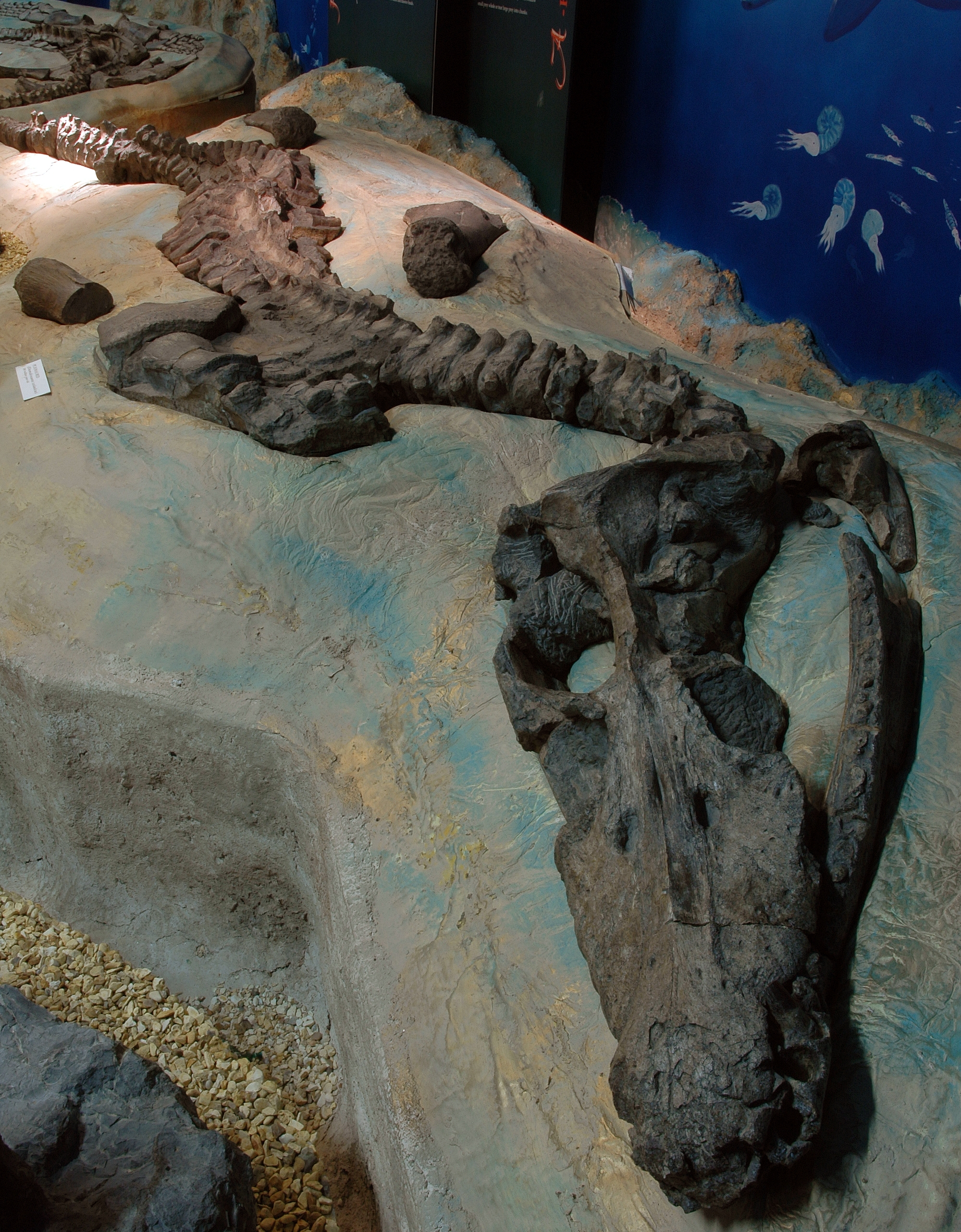
存放在約克郡博物館的澤特蘭彪龍正模標本－YORYM G503，總共長6公尺的頭部和脊椎化石。

### 澤特蘭彪龍
澤特蘭彪龍（Rhomaleosaurus zetlandicus）是彪龍屬的一種，正模標本為YORYM G503，與克氏彪龍的標本NMING F8785一樣。

### 不是彪龍屬的物種

#### 巨首戰殤龍
巨首戰殤龍（Atychodracon megacephalus）

## 分类
彪龍是鰭龍超目上龍亞目的一屬，属于脖子较短的蛇颈龙。

## 古生物學
當彪龍在水中游泳時，水會經過頭骨中的鼻管，裡面的嗅覺器官會感應氣味。這種適應演化，可使菱龍以類似現代鯊魚的方式獵食。上龙化石的胃容物表面，他们会捕食乌贼、鱼类甚至其他蛇颈龙类。